# أليكس تو
أليكس تو
(بالصينية التقليدية: 杜德偉، بالصينية المبسطة: 杜德伟، بالإنجليزية: Alex To، بينيين: Dù Déwěi)؛(10 فبراير 1962- )، اسمه عند الولادة Alejandro Delfino، موسيقي ومغني بوب وراقص وممثل من هونغ كونغ. يعتبر أليكس تو من رواد R&B بين الناطقين بالصينية. حظى أليكس بترحيب كبير من قبل الشبان والشابات بأعماله الموسيقية المتسمة بأسلوب R&B الموسيقي، يشتهر أليكس بأغانيه الرومانسية والرقص الرائع، والتي لا تزال منتشرة حتي هذه الأيام. غنى الكثير من الأغاني باللغات الكانتونية والماندرين والإنكليزية، كان له شهرة واسعة بين الناس في بر الصين الرئيسي وهونغ كونغ وتايوان وسنغافورة وماليزيا واليابان وكوريا الجنوبية والصينيين في كندا وأمريكا.

## السيرة الشخصية
ولد أليكس في هونغ كونغ ونشأ في عائلة موسيقية حيث كان والده أولي دلفينو(Ollie Delfino) طبالا ومغني فلبيني معروف وأمه تشانغ لو(張露) كانت مغنية صينية مشهورة. هو ثاني طفل لعائلة دلفينو، أخوه أورلاندو تو(Orlando To) مدرب اللياقة البدنية المشهور.
في عام 1985 عاد أليكس إلى هونغ كونغ بعد تخرج من جامعة كندية، وفي الثالث والعشرين من عمره شارك في المسابقة الغنائية المحلية وأخذ الميدالية الذهبية، وبعد ذلك بدأت مسيرته الفنية.
في عام 1986 أطلق ألبومه الكانتوني الأول I Just Want to Stay Here المتضمن أغنية I Just Want to Stay Here والتي اختلط السول بموسوقي شرقي وتعتبر Yellow Soul(سول خاصة بالعرق الأصفر).
في عام 1990 أطلق ألبومه الماندرين الأول Let's Talk About Love في تايوان.

## أعماله

### الألبومات
- 1987: I Just Want to Stay Here
- 1987: Waiting for Dawn
- 1988: Alex To Anima
- 1988: Love Is Gone
- 1989: One More Night
- 1990: One Day in My Life
- 1990: Let's Talk About Love
- 1991: My Love
- 1991: I Was Born To Love You
- 1992: Let Yourself Be Happy
- 1992: Wild Wind
- 1992: Cherish
- 1993: Let Me Once Again
- 1993: Let Me Be Myself
- 1993: The Magic Land of Alex
- 1994: I Have Never Changed
- 1994: All For You
- 1994: Absolutely
- 1995: Innocent
- 1995: My Alex To
- 1995: Best Love
- 1996: Love, Love, Love
- 1996: Best Love 2
- 1997: Understand and Resolved
- 1997: Don't Go, My Perfect One
- 1998: Timeless Classics
- 1998: Talking Heart to Heart
- 1999: Lover 1999
- 1999: Follow Me Your Whole Life
- 2001: I Believe
- 2004: Take off
- 2013: So Young
- 2018: Get Up

### أغاني منفردة
- 1990: Set Foot On The Road To Growth
- 1992: The Twelfth of Never
- 1994: Blessing You
- 1994: Every Year of Joy
- 1996: Tonight Nobody Goes Home
- 1996: The Price of Love
- 1996: Someday
- 1997: Sounds We Hear
- 2005: Marry Me
- 2006: Lost
- 2006: To Be Continued
- 2012: When You Are Smiling
- 2014: Shadow Dance JinxJam
- 2014: Shaking
- 2015: Our Virtual World
- 2016: Give Me Your Love
- 2017: U and Me

### أفلامه
- 2016: My Wife is a Superstar
- Golden Chickensss 3 :2014
- Black & White Episode 1: The Dawn of Assault :2012
- One Stone Two Birds 3 :2006
- One Stone Two Birds 2 :2006
- Dragon Since 1973: 2003
- Internet Disaster: 2003
- The Irresistible Piggies :2002
- Market's Romance :2002
- The Troublesome Romance :2002
- Hit Team :2001
- Skyline Cruisers :2000
- The Wedding Days :1997
- Tonight Nobody Goes Home :1996
- Heaven Can't Wait :1995
- Rumble in the Bronx :1995
- Doctor Mack :1995
- Angel of the Road :1993
- Arrest the Restless :1992
- Vampire Settle on Police Camp :1990
- Mortuary Blues :1990
- One Way Ticket to Bangkok :1988
- Chaos by Design :1988
- The Inspector Wears Skirts :1988
- Killer's Nocturne :1987

### مسلسلات
- Die Sterntaler :2012
- Respectable Family Woman :2011
- Angel Lover :2006
- Engagement for Love :2006
- Love Concierge :2005
- Touching Venus :2005
- Dance of the Heart :2004
- Iron Fisted Drifter :2003
- The Pawnshop No. 8 :2003
- At the Meeting Season :1997
- Odd Man Out :1992
- One Step Beyond :1991
- The Price of Growing Up :1987
- The Turbulent Decade :1986

## التحكيم في برنامج مواهب الغناء والرقص
2014
- TVB International Chinese New Talent Championship 2014
- The Voice (Hong Kong) Season 4

2013
- Next Generations Season 1

2011
- Super Girl 2011

2009
- One Million Star Season 5

2008
- Let's dance

## وصلات خارجية
- أليكس تو على موقع IMDb (الإنجليزية)
- أليكس تو على موقع ميوزك برينز (الإنجليزية)
- أليكس تو على موقع ديسكوغز (الإنجليزية)
- أليكس تو على موقع قاعدة بيانات الفيلم (الإنجليزية)

- IMDB entry
- HKMDB
- chinesemov
- أليكس تو  على فيسبوك.